# 気になってる人が男じゃなかった
『気になってる人が男じゃなかった』（きになってるひとがおとこじゃなかった）は、新井すみこによる日本の漫画作品。
2022年4月10日より作者である新井のTwitterで連載され、2023年にはKADOKAWAより単行本が発売されている。『ダ・ヴィンチ』（KADOKAWA）2023年10月号のSNS漫画特集で描き下ろし作品が掲載された。
「次にくるマンガ大賞2023」Webマンガ部門で1位を獲得。「このマンガがすごい！2024」でもオンナ編2位を獲得している。
テレビアニメ化が決定している。
気になった人物の正体がクラスメイトだった主人公を描いた作品。

## あらすじ
主人公の大沢綾。彼女は放課後によく通うCDショップで働いているミステリアスな「おにーさん」が気になっていた。ある日、その正体がクラスメイトの古賀美月であることを知る。

## 登場人物
大沢 綾（おおさわ あや）
声 - 鬼頭明里
主人公。ロック音楽が大好きな陽キャでギャルな女子高生。
帰宅時に見つけたCDショップに出入りするようになり、そこでアルバイトをしているミステリアスな「おにーさん」が気になり始める。

古賀 美月（こが みつき）
声 - 伊瀬茉莉也
女子高生。綾のクラスメイト。叔父である譲のCDショップでアルバイトをしている。

譲（じょー）
声 - 津田健次郎
CDショップのオーナー。美月の叔父。

カンナ
スタイリスト。譲の元カノ。

成田 恵（なりた めぐむ）
声 - 畠中祐
クラスメイト。

ちづる
クラスメイト。

まお
クラスメイト。

## 書誌情報
- 新井すみこ『気になってる人が男じゃなかった』KADOKAWA〈ダ・ヴィンチ〉、既刊3巻（2025年2月20日時点）
  1. 2023年4月19日発売[1]、ISBN 978-4-04681-732-7
  2. 2024年2月27日発売[9]、ISBN 978-4-04683-173-6
  3. 2025年2月20日発売[10]、ISBN 978-4-04684-257-2

## ドラマCD
2024年4月24日にフロンティアワークスより発売された。